# Говард, Генри, 22-й граф Арундел
Сэр Генри Фредерик Говард (англ. Henry Howard; 15 августа 1608 — 17 апреля 1652, Арундел-хаус, Лондон, Английская республика) — английский аристократ, рыцарь Бани, 22-й граф Арундел, 4-й граф Суррей и 2-й граф Норфолк с 1646 года. До этого носил титул учтивости лорд Мальтраверс (1624—1640), заседал в Палате общин, занимал пост лорда-лейтенанта в ряде графств. Во время гражданской войны встал на сторону короля. После Реставрации для старшего из сыновей сэра Генри был восстановлен титул герцога Норфолка.

## Биография
Генри Говард принадлежал к одной из самых знатных и влиятельных семей Англии, представители которой носили титул герцогов Норфолкских. В 1572 году Томас Говард, 4-й герцог, был казнён как государственный изменник и всё его имущество было конфисковано, но сын казнённого Филипп унаследовал от деда по матери владения и титулы Фицаланов, заняв место в Палате лордов как 20-й граф Арундел. Филипп тоже был лишён титула в 1589 году. Его сын Томас спустя 15 лет был восстановлен в правах, но получил назад далеко не все семейные владения.
Генри, родившийся 15 августа 1608 года стал вторым сыном 21-го графа Арундела и его жены Алетейи Толбот, баронессы Фёрниволл в своём праве (suo jure). Его крестили в Вудстокском дворце, причём крёстными родителями стали королева Анна, жена Якова I, и её сын, наследник престола принц Генри. Первое имя ребёнок получил в честь принца, второе (Фредерик) в честь отца королевы Фредерика II Датского. 4 ноября 1616 года, по случаю инвеституры принца Чарльза в качестве принца Уэльского, восьмилетний Говард был посвящён в рыцари Бани.
В 1620 году сэр Генри отправился в Италию, где к тому времени уже находился его старший брат Джеймс. Говарды вместе учились в Падуе и Венеции, в совершенстве овладели итальянским языком. На обратном пути в Генте Джеймс умер, и сэр Генри стал наследником отца. В этом качестве он носил с 1624 года титул учтивости лорд Мальтраверс. Своё образование Говард завершил в колледже Святого Иоанна в Кембридже, куда поступил в 1624 году. В 1626 году он женился без разрешения короля на дочери Эсме Стюарта, 3-го герцога Леннокса, и оказался из-за этого под домашним арестом, а его отец провёл некоторое время в заточении в Тауэре.
К 1628 году опала закончилась. Лорд Мальтраверс заседал в Палате общин как депутат от города Арундел (1628—1629), в 1630-х годах всё больше помогал отцу — в исполнении обязанностей графа-маршала, в формировании коллекции картин и антиквариата. Он занимал пост лорда-лейтенанта в Нортумберленде (1632—1639), Уэстморленде (1632—1639), Камберленде (1632—1642), Норфолке (1633—1642), Суррее (1636—1642), Сассексе (1636—1642). В 1634—1635 годах сэр Генри участвовал в работе ирландского парламента как депутат от Каллана. В марте 1640 года он снова был избран депутатом Палаты общин от Арундела, но накануне сессии его вызвали в Палату лордов как барона Моубрея. 
Когда началась гражданская война, Говард встал на сторону короля (в частности, он сражался при Эджхилле в октябре 1642 года), и парламент после своей победы оштрафовал его на 6 тысяч фунтов стерлингов. В 1646 году, после смерти отца, сэр Генри унаследовал семейные владения и титулы, но его положение в эти годы было плачевным из-за громадных долгов; в 1651 году он открыто признался, что не может приехать в столицу из страха перед кредиторами.
22-й граф Арундел умер в Арундел-хаусе в Вестминстере 17 апреля 1652 года. Его похоронили в родовой усыпальнице в замке Арундел.

## Семья
7 марта 1625 года лорд Арундел женился на Элизабет Стюарт, старшей дочери Эсме Стюарта, 3-го герцога Леннокса, и Кэтрин Клифтон. В этом браке родились:
- Томас (9 марта 1627 — 13 декабря 1677), для него после Реставрации в 1660 году был восстановлен титул герцога Норфолка[6];
- Генри, 6-й герцог Норфолк (12 июля 1628 — 13 января 1684)[7];
- Филип (1629 — 13 июня 1694), католический кардинал[8];
- Чарльз (1630 — 31 марта 1713)[9];
- Энн (1632 — ?);
- Кэтрин (1634—1655)[10];
- Толбот (1636 — ?);
- Эдвард (1637—1691)[11];
- Фрэнсис (1640—1683);
- Бернард (16 октября 1641 — 21 октября 1717)[12];
- Эсме (1645—1728);
- Элизабет (1651—1705);
- Джон (1652—1711).